# I sans point accent aigu ogonek
À ne pas confondre avec Į́.
Į́ (minuscule : ı̨́), appelé I sans point accent aigu ogonek, est une lettre latine utilisée dans l’écriture du chipewyan et de l’esclave.
Il s’agit de la lettre I sans point diacritée d’un accent aigu et d’un ogonek. Elle n’est pas à confondre avec le I accent aigu ogonek ‹ Į́, į́ › qui a généralement une forme identique.

## Représentations informatiques
Le I sans point accent aigu ogonek peut être représenté avec les caractères Unicode suivants
- composé et normalisé NFC (latin étendu – A, diacritiques, latin étendu additionnel) :

| formes    | représentations | chaînes de caractères | points de code       | descriptions                                                         |
| --------- | --------------- | --------------------- | -------------------- | -------------------------------------------------------------------- |
| capitale  | Į́               | Į◌́                    | U+012E U+0301        | lettre majuscule latine i ogonek diacritique accent aigu             |
| minuscule | ı̨́               | ı◌̨◌́                   | U+0131 U+0328 U+0301 | lettre minuscule latine i diacritique ogonek diacritique accent aigu |

- décomposé et normalisé NFD (latin de base, latin étendu – A, diacritiques) :

| formes    | représentations | chaînes de caractères | points de code       | descriptions                                                         |
| --------- | --------------- | --------------------- | -------------------- | -------------------------------------------------------------------- |
| capitale  | Į́               | I◌̨◌́                   | U+0049 U+0328 U+0301 | lettre majuscule latine i diacritique ogonek diacritique accent aigu |
| minuscule | ı̨́               | ı◌̨◌́                   | U+0131 U+0328 U+0301 | lettre minuscule latine i diacritique ogonek diacritique accent aigu |